# Willem van de Voldersgraft
Willem Clæszoon van de Voldersgraft dit Gnapheus, (ou encore Willem de Volder, Gulielmus Fulonius, né en 1493 à La Haye; † le 29 septembre 1568 à Norden en Frise Orientale), est un humaniste et érudit anabaptiste.

## Biographie
Issu d'une famille aisée, il étudia à l’université de Cologne et fut appelé en 1520 au poste de recteur de la classe de latin de La Haye. C'est dans cette ville qu’il entra au contact des idées de la Réforme ; en 1523 il est arrêté une première fois en compagnie de son camarade Cornelis Hoen pour hérésie. Lors d'une nouvelle arrestation, il fait connaissance avec Jan van Woerden, le premier martyr protestant des Pays-Bas, dont il parachèvera les écrits.
Après sa libération, il quitte les Pays-Bas en 1528. En 1531, il s'établit à Elbing et là, il prend part à une procession de carnaval où l’évêque Moritz Ferber, le chanoine Nicolas Copernic et d'autres dignitaires catholiques sont tournés en dérision. En 1535 il est nommé recteur de la classe de latin de la ville. En 1538, il écrit une farce sur Copernic, intitulée Morosophus. Par suite de différends avec l’évêque de Varmie Johannes Dantiscus, il accepte en 1541 l'invitation du duc Albert de Brandebourg de venir s'établir à Kœnigsberg : d'abord conseiller ducal, il est très vite nommé recteur du tout nouveau Pædagogium, une école élémentaire destinée aux enfants de l'aristocratie, puis de l’université Albertina de Kœnigsberg. Mais le professeur de théologie de l’université, Friedrich Staphylus, l’accuse en 1545 de prosélytisme en faveur de l’anabaptisme  (considéré comme une secte par les luthériens de stricte obédience). Il obtient son exclusion du conseil de l’université, et sa mise à l’écart comme conseiller ducal. Excommunié le 9 juin 1547 par un tribunal religieux présidé par Johannes Briesmann, il doit quitter la Prusse-Orientale en 1547. Par l’entremise de Johannes Laski, la régente de Frise orientale, Anne d'Oldenbourg, lui offre un poste de secrétaire et de précepteur princier, qu’il occupera jusqu’à sa mort en 1568.

## Œuvres
- Acolastus de filio prodigo, Anvers, 1529Cette pièce, qui reprend l'argument de la parabole du Fils Prodigue, exerça une influence profonde sur la dramaturgie au XVIe siècle. Elle connut plusieurs rééditions, dont :
  - Acolastus, Lateinische Litterarische Denkmäler des 15. und 16. Jh.s I, 1891;
  - (en) The Comedy of Acolastus  (trad. Patrick Langworthy), Londres, 1937;
  - (nl) Acolastus  (trad. Dr. Pieter Minderas), Zwolle, 1956;
  - L'Histoire de l'Enfant prodigue, reduitte & estendue en forme de Comedie, et nouvellement traduitte de Latin en François, par Antoine Tiron, Anvers, Jean Waesberge, 1564

- Een troost ende spieghel der siecken ende derghenen, die in lijden zyn, 1531 — (écrit en prison en 1525), publié avec diverses augmentations en 1547 sous le titre Tobias ende Lazarus ;
  - Een troost ..., La Haye, Bibliotheca Reformatoria Neerlandica I, 1903 ;
  - Ziekentrost, Documenta Reformatoria, coll. « Teksten uit de geschiedenis van Kerk en theologie in de Nederlanden sedert de hervorming 1 », 1960, p. 37 ff. ;
- Joannis Pistorii martirium, Strasbourg, 1546 (réimpr. 1900 par Paul Fredericq in Corpus documentorum inquisitionis haereticae pravitatis Neerlandicae, volume=IV, n°378) ;
- Lobspruch der Stadt Emden und ganz Ostfrieslands, 1557 (réimpr. 1562 en néerlandais avec la « Summa der christl. Rel. » d’Heinrich Bullinger ; 1875 édition bilingue latin- allemand)